# سیارک ۸۵۹۲
سیارک ۸۵۹۲ (به انگلیسی: 8592 Rubetra، نامگذاری:1188T-1) هشت هزار و پانصد و نود و دومین سیارک کشف شده‌است که در ۲۵ مارس ۱۹۷۱ کشف شد.
قدر مطلق سیارک برابر ۱۴٫۵۰ است.